# Édson Rivera
Édson Ulises Rivera Vargas (ur. 4 listopada 1991 w Guadalajarze) – meksykański piłkarz występujący na pozycji napastnika lub skrzydłowego, od 2023 roku zawodnik UdeG.

## Kariera klubowa
Rivera pochodzi z Guadalajary i jest wychowankiem akademii juniorskiej tamtejszego zespołu Club Atlas, do której zaczął uczęszczać jako trzynastolatek. W barwach rezerw tego klubu występował w czwartej, trzeciej i drugiej lidze meksykańskiej, zaś w sierpniu 2011 – po udanym występie na młodzieżowym mundialu – otrzymał propozycję podpisania profesjonalnego kontraktu, którą jednak odrzucił w obliczu zainteresowania drużyn europejskich. Kilka tygodni później wyjechał do Portugalii, podpisując pięcioletni kontrakt z tamtejszym SC Braga, w którego barwach zadebiutował w Primeira Liga za kadencji szkoleniowca Leonardo Jardima, 9 stycznia 2012 w wygranym 1:0 spotkaniu z SC Beira-Mar. Był to zarazem jego jedyny ligowy występ w ekipie Bragi, w której spędził ostatecznie półtora roku; trapiony kontuzjami nie potrafił jednak przebić się do wyjściowego składu, a na koniec sezonu 2011/2012 został przesunięty do klubowych rezerw przez nowego trenera, José Peseiro.
Wiosną 2013 Rivera powrócił do swojego macierzystego Club Atlas, gdzie 1 lutego 2013 w wygranej 2:1 konfrontacji z Jaguares zadebiutował w Liga MX. Premierowego gola w najwyższej klasie rozgrywkowej strzelił natomiast osiem dni później w meczu z Atlante, również wygranym 2:1. W jesiennym sezonie Apertura 2013 dotarł z Atlasem do finału krajowego pucharu – Copa MX, natomiast łącznie występował w tej ekipie przez dwa lata, przeważnie pełniąc jednak rolę rezerwowego. W styczniu 2015 za sumę 1,1 miliona dolarów został wypożyczony do zespołu Santos Laguna z miasta Torreón, gdzie już w pierwszym, wiosennym sezonie Clausura 2015 zdobył swoje pierwsze mistrzostwo Meksyku, lecz pozostawał tylko rezerwowym drużyny prowadzonej przez Pedro Caixinhę. W tym samym roku wywalczył również krajowy superpuchar – Campeón de Campeones, jednak podczas swojego pobytu w Santosie Laguna pojawiał się na boiskach wyłącznie w roli alternatywnego zawodnika.
| Sezon     | Klub          | Kraj       | Rozgrywki     | Mecze | Bramki |
| --------- | ------------- | ---------- | ------------- | ----- | ------ |
| 2011/2012 | SC Braga      | Portugalia | Primeira Liga | 1     | 0      |
| 2012/2013 | SC Braga B    | Portugalia | Segunda Liga  | 4     | 0      |
| 2012/2013 | Club Atlas    | Meksyk     | Liga MX       | 12    | 1      |
| 2013/2014 | Club Atlas    | Meksyk     | Liga MX       | 23    | 3      |
| 2014/2015 | Club Atlas    | Meksyk     | Liga MX       | 10    | 0      |
| 2014/2015 | Santos Laguna | Meksyk     | Liga MX       | 11    | 0      |
| 2015/2016 | Santos Laguna | Meksyk     | Liga MX       | 4     | 0      |
| 2015/2016 | Club Atlas    | Meksyk     | Liga MX       | 3     | 0      |
| 2016/2017 | Club Atlas    | Meksyk     | Liga MX       |       |        |

## Kariera reprezentacyjna
W marcu 2011 Rivera został powołany przez szkoleniowca Juana Carlosa Cháveza do reprezentacji Meksyku U-20 na Mistrzostwa Ameryki Północnej U-20. Na gwatemalskich boiskach mimo regularnych występów pełnił jednak wyłącznie rolę rezerwowego, rozgrywając wszystkie możliwe pięć spotkań po wejściu z ławki i zdobył gola w półfinale z Panamą (4:1). Jego drużyna triumfowała natomiast w rozgrywkach po pokonaniu w finale Kostaryki (3:1). Trzy miesiące później został powołany na prestiżowy towarzyski Turniej w Tulonie, podczas którego wystąpił w czterech z pięciu możliwych meczów bez zdobyczy bramkowej, odpadając w półfinale z Kolumbią (1:2) i zajmując razem ze swoją kadrą czwarte miejsce. W tym samym roku znalazł się w składzie na Mistrzostwa Świata U-20 w Kolumbii, gdzie również pozostawał głównie rezerwowym zespołu – wystąpił wówczas w pięciu z siedmiu możliwych meczów (z czego tylko w jednym w wyjściowym składzie). Mimo to został najlepszym strzelcem prowadzonej przez Cháveza ekipy, strzelając trzy bramki, z czego dwa w ćwierćfinale z gospodarzami – Kolumbią (3:1). Meksykanie odpadli z młodzieżowego mundialu dopiero w półfinale, pokonując później w meczu o trzecie miejsce Francję (3:1), między innymi po golu Rivery.